# Dear Basketball
Dear Basketball è un cortometraggio d'animazione del 2017, scritto da Kobe Bryant e diretto da Glen Keane, basato sulle lettere scritte dal giocatore pubblicate il 29 novembre 2015 sul The Players' Tribune, in cui annunciò il suo ritiro dal mondo della pallacanestro.

## Distribuzione e riconoscimenti
Presentato il 23 aprile 2017 al Tribeca Film Festival, il corto è stato nominato ai Premi Oscar 2018 come miglior cortometraggio d'animazione, vincendolo.

## Riconoscimenti
| Anno | Festival     | Categoria                                    | Stato           |
| ---- | ------------ | -------------------------------------------- | --------------- |
| 2018 | Premi Oscar  | Oscar al miglior cortometraggio d'animazione | Vincitore/trice |
| 2018 | Annie Award  | Miglior cortometraggio d'animazione          | Vincitore/trice |
| 2018 | Telly Awards | Gold Telly (sports)                          | Vincitore/trice |